# Sosłan Gatcyjew
Sosłan Magomietowicz Gatcyjew (ros. Сослан Магометович Гатциев, biał. Саслан Магаметовіч Гатцыеў; ur. 27 września 1985) – białoruski zapaśnik walczący w stylu wolnym. Olimpijczyk z Londynu 2012, gdzie zajął piąte miejsce w kategorii 84 kg.
Dziewiąty na mistrzostwach świata w 2005. Dziesiąty na mistrzostwach Europy w 2005. Wojskowy mistrz świata w 2008 i trzeci w 2006. Siódmy w Pucharze świata w 2010 roku.